# Gérald de Moissac
Gérald de Moissac ou Géraud (né en Quercy, mort à Bornes de Aguiar le 5 décembre 1109), est un moine bénédictin français qui devient archevêque de Braga au Portugal. Il est reconnu comme saint par l'Église catholique.

## Biographie
Né dans une famille noble du Quercy, il est élevé à l'abbaye de Moissac (Tarn-et-Garonne) dont il sera bibliothécaire. Devenu bénédictin, il enseigne grammaire et musique et dirige les chants.
Envoyé à Toulouse, il est remarqué par Bernard de Sédirac, archevêque de Tolède, qui réorganisait l'Église dans l'Espagne tout juste reconquise sur les Arabes. L'archevêque admirant la beauté des chants liturgiques, il apprend que c'est Gérald qui dirige les chanteurs de l'abbaye de Moissac et obtient de l'emmener avec lui pour en faire le chef de chœur à Tolède. Gérald ne réussit pas moins bien à Tolède qu'à Moissac ; sa réputation de saint homme et de bon musicien se répand au loin. Le clergé de Braga veut l'avoir comme évêque. Élu archevêque de Braga en 1100, il remet de la ferveur dans ce diocèse que les Maures avaient fort déchristianisé. Gérald meurt à Bornes, Vila Pouca de Aguiar où il était allé consacrer une des nombreuses églises qu'il avait reconstruites. Enterré à Braga, il est vénéré dès le Moyen Âge dans toute la péninsule ibérique.